# Khama Worthy
Khama Worthy, född 15 oktober 1986, är en amerikansk MMA-utövare som sedan 2019 tävlar i organisationen Ultimate Fighting Championship.